# Cladrastis kentukea
Cladrastis kentukea là một loài thực vật có hoa trong họ Đậu. Loài này được (Dum.Cours.) Rudd miêu tả khoa học đầu tiên.

## Hình ảnh

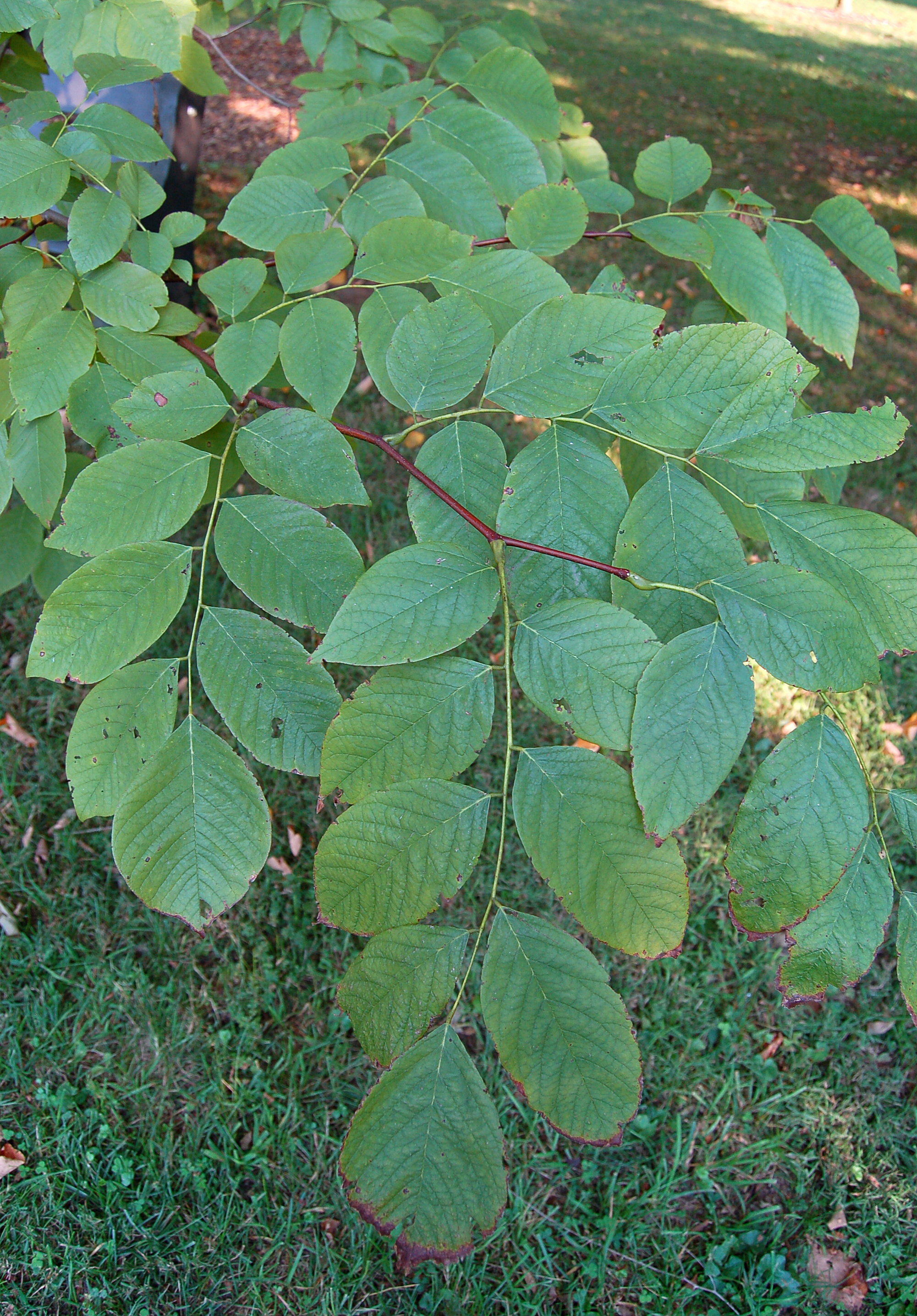
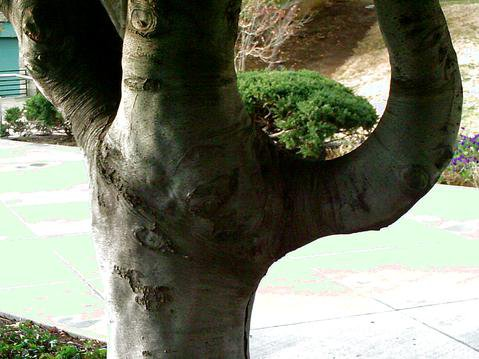
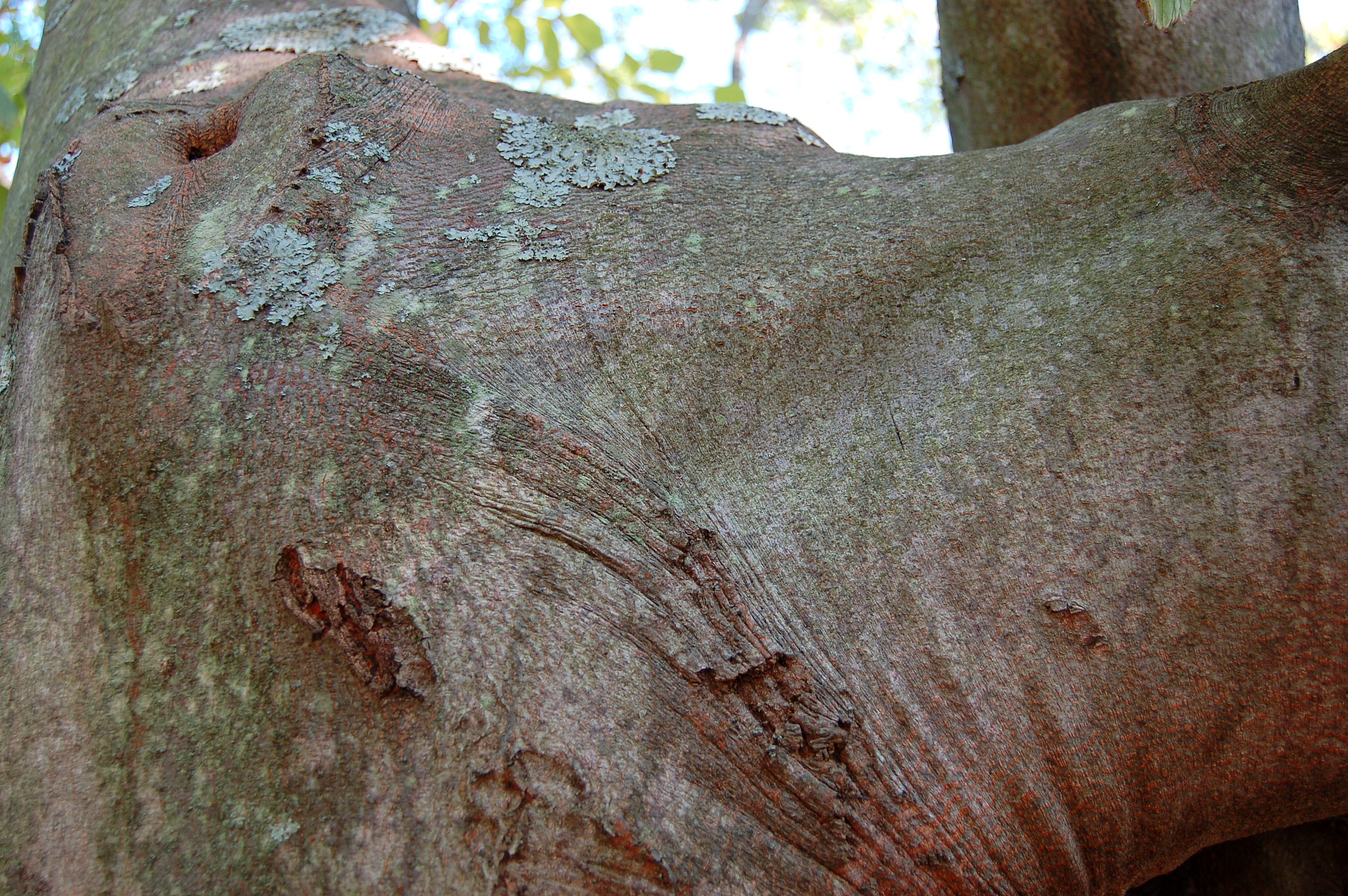
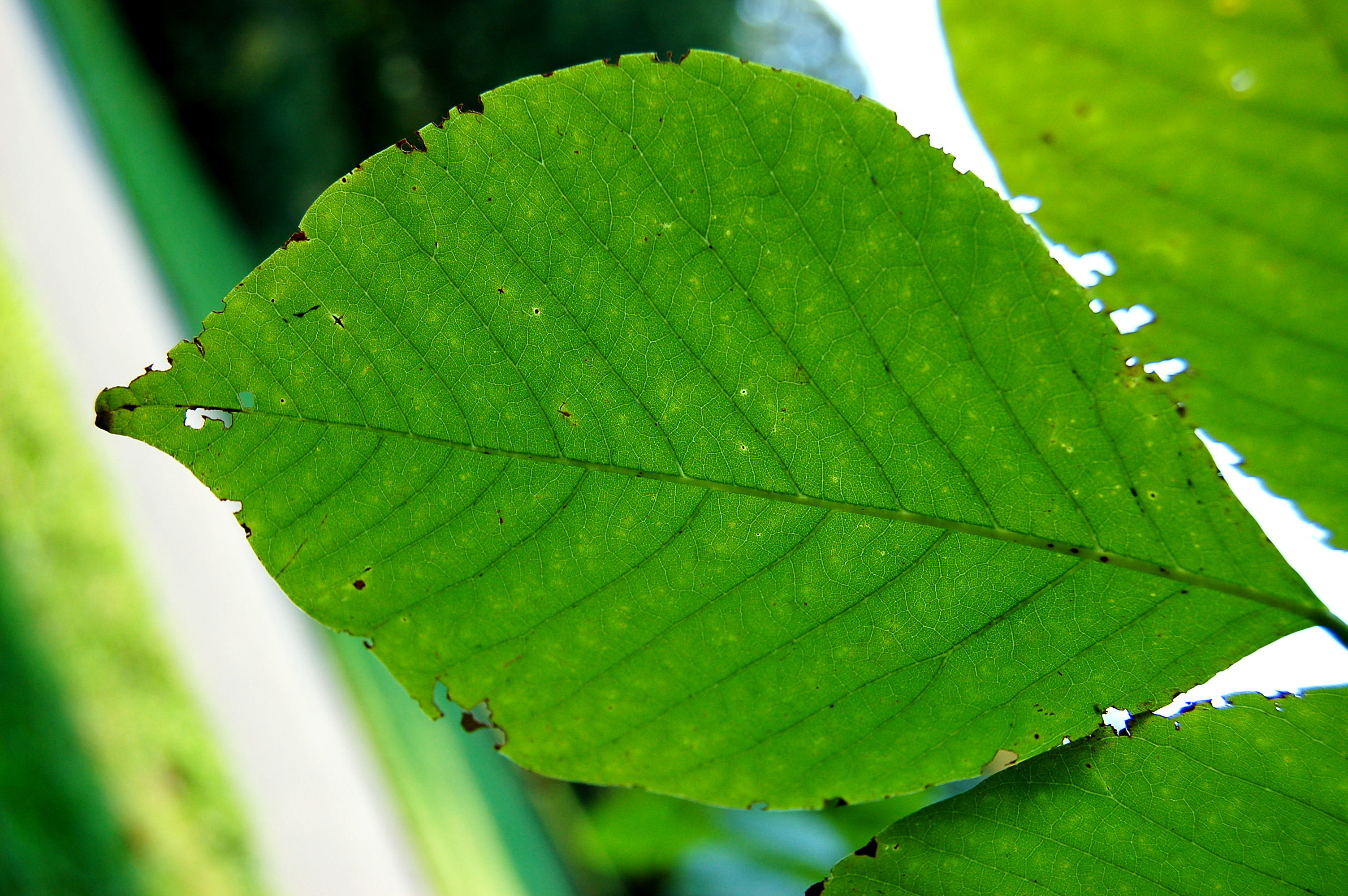